# Municipio de Delton
El municipio de Delton (en inglés, Delton Township) es un municipio del condado de Cottonwood, Minnesota, Estados Unidos. Tiene una población estimada, a mediados de 2021, de 130 habitantes.

## Geografía
Está ubicado en las coordenadas 44°3′27″N 95°3′00″O / 44.05750, -95.05000. Según la Oficina del Censo de los Estados Unidos, tiene una superficie total de 92.75 km², de la cual 92,74 km² corresponden a tierra firme y 0,01 km² son agua.

## Demografía
Según el censo de 2020, en ese momento había 131 personas residiendo en la zona. La densidad de población era de 1.4 hab./km². El 93.13 % de los habitantes eran blancos, el 0.76 % es asiático, el 1.53 % eran de otras razas y el 4.58 % eran de una mezcla de razas. Del total de la población, el 3.82 % eran hispanos o latinos de cualquier raza.